# Agatàngelos
Agatàngelos (Agathangelus), fou un escriptor i historiador armeni d'ètnia grega, fill de Calístrat, que va escriure la biografia de Gregori l'Il·luminador d'Armènia en grec, però no se sap en quina data va viure. El seu llibre es conserva a París i Florència, i fou publicat dins l'Acta Sanctorum. (Agathangelos nom grec que vol dir "missatger de bones notícies", fou un, suposat autor d'una Història dels Armenis en la qual es descriu la conversió del rei Trdat (Tiridates) al cristianisme al començament del segle iv). La versió armènia del llibre data de la segona meitat del segle v (després del 450), i és esmentada com a referència per primer cop per Llatzer de Parp (vers el 500). Poc després es va fer una versió grega. També es van fer versions en llatí, àrab i etíop.